# Myzostoma aruense
Myzostoma aruense is een ringworm uit de familie Myzostomatidae.
Myzostoma aruense werd in 1918 voor het eerst wetenschappelijk beschreven door Remscheid.